# Emil Baensch

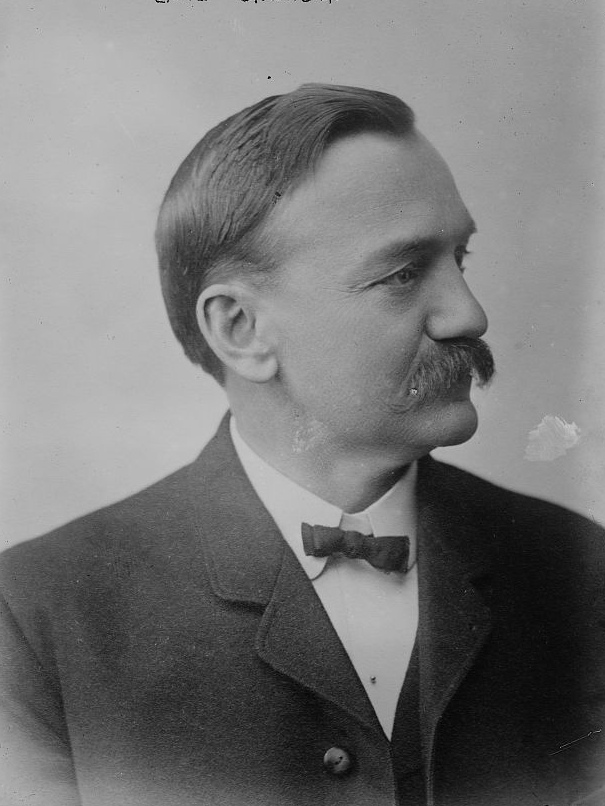
Emil Baensch

Emil Baensch (* 12. Juni 1857 in Manitowoc, Wisconsin; † 17. August 1939 ebenda) war ein US-amerikanischer Politiker. Zwischen 1895 und 1899 war er Vizegouverneur des Bundesstaates Wisconsin.

## Werdegang
Emil Baensch besuchte sowohl öffentliche als auch private Schulen seiner Heimat. Danach arbeitete er fünf Jahre lang als Buchhalter. Nach einem anschließenden Jurastudium an der University of Wisconsin und seiner 1882 erfolgten Zulassung als Rechtsanwalt begann er in diesem Beruf zu praktizieren. Sein Spezialgebiet war das Erbrecht. Zwischen 1888 und 1894 war er Bezirksrichter. Außerdem war er in der Zeitungsbranche tätig. 1881 gründete er die Zeitung Lake Shore Times. Ab 1896 war er Verleger und Herausgeber der Zeitung Manitowoc Post. Im Jahr 1905 wurde er Präsident der Wisconsin Press Association. In diese Position wurde er zwei Mal wiedergewählt. Ab 1891 war er auch mit Unterbrechungen Mitglied der National Editorial Association. Überdies war er als deutschstämmiger Amerikaner auch Mitglied in einigen deutschen Pressevereinigungen seiner Heimat wie der Wisconsin German Press Association und dem National German Press Club. Neben diesen Tätigkeiten war er als Hauptmann auch Mitglied der Nationalgarde seines Staates.
Politisch schloss sich Baensch der Republikanischen Partei an. 1894 wurde er an der Seite von William H. Upham zum Vizegouverneur von Wisconsin gewählt. Dieses Amt bekleidete er nach einer Wiederwahl zwischen 1895 und 1899. Dabei war er Stellvertreter des Gouverneurs und Vorsitzender des Staatssenats. Ab 1897 diente er unter dem neuen Gouverneur Edward Scofield. 1904 kandidierte er erfolglos für das Amt des Gouverneurs. Im selben Jahr nahm er als Delegierter an der Republican National Convention in Chicago teil, auf der Präsident Theodore Roosevelt zur Wiederwahl nominiert wurde. Bis 1922 setzte er seine Arbeit bei der Manitowoc Post fort. Bis zu seinem Tod war er aktives Mitglied der Handelskammer von Manitowoc. Neben seinen bereits erwähnten Mitgliedschaften in einigen Pressevereinigungen war Baensch auch Mitglied zahlreicher anderer Organisationen und Vereinigungen und der Freimaurer. Er starb am 17. August 1939.